# Furseo
Furseo, Fursey o Fursa, santo de la Iglesia católica, fue un misionero y visionario irlandés, fundador de monasterios en Irlanda (Kilursa, cerca de Galway), Inglaterra (Cnobheresburg, en Norfolk) y Francia (monasterios de San Quintín en Péronne y de San Pedro en Lagny-sur-Marne). 
Furseo, hermano de los también santos Foillán de Fosses y Ultan, nació en Irlanda hacia el 567. En el reinado de Sigeberto (631-634) llegó a Anglia Oriental y secundó a Félix, obispo de Borgoña, apóstol de los anglios, en su mayor parte paganos. La liberalidad del rey le permitió crear la abadía de Cnobheresburg, que dirigió por sí mismo algún tiempo, trasmitiéndola después a su hermano Foillán, y con su otro hermano se retiró a la soledad en donde permanecieron ambos un año ocupados en la oración y en los trabajos manuales. 
En este intervalo, Peuda, Rey de Mercia, enemigo de los cristianos, invadió Anglia Oriental, sometiendo a sus habitantes. Furseo se vio obligado a buscar asilo en Francia y lo halló junto al rey Clodoveo I y su mayordomo de palacio, Erquinoaldo, que le dispensaron una amigable hospitalidad y secundado por estos, fundó no lejos de París, el monasterio de Lagny. Murió en Mézerolles hacia el 648. El mayordomo de palacio hizo trasladar las santas reliquias a su señorío de Péronne y las depositó en una iglesia nuevamente construida.
Cuatro años después, el santo cuerpo fue trasladado a una capilla especial, por san Eloy, obispo de Noyon, y Auberto, obispo de Cambrai, viéndose en esta ocasión que los restos estaban perfectamente intactos. Después Erquinoaldo edificó una iglesia más bella en Péronne y san Eloy hizo por sus manos el mausoleo de Furseo, añadiéndole a la iglesia un monasterio. 